# David Perron
David Perron (ur. 28 maja 1988 w Sherbrooke) – kanadyjski zawodowy hokeista na lodzie. Obecnie jest zawodnikiem Vegas Golden Knights. Wcześniej występował w St. Louis Blues, Anaheim Ducks, Edmonton Oilers i Pittsburgh Penguins.

## Kariera
Początek kariery Perrona w NHL wiąże się z Entry Draft w 2007 roku. Zawodnik został wybrany w 1 rundzie z 26 numerem przez St. Louis Blues. Wcześniej występował w zespole Saint-Jérôme Panthers  z QJHL (Quebec Junior Hockey League) rozgrywając 51 meczów w sezonie 2005-06. Kolejne rozgrywki dla Perrona były bardzo udane. W debiutanckim sezonie w QMJHL (Quebec Major Junior Hockey League), zdobył dla Lewiston Maineiacs 39 bramek i łącznie 83 punkty w 70 meczach. Z drużyną z Maine wygrał Coupe du Président i wziął udział w Memorial Cup. Po przedsezonowym okresie przygotowawczym, 2 października 2007 potwierdzono, że Perron nadchodzący sezon rozpocznie w barwach St. Louis Blues. Jego progres był imponujący - mniej niż 3 lata przed rozegraniem pierwszego meczu w NHL grał jeszcze na poziomie Midget B w Fleurimont. 3 listopada 2007 Perron zdobył swoją pierwszą w karierze bramkę w meczu z Chicago Blackhawks. Grał przez cały sezon i 10 listopada 2009 zdobył swój pierwszy w NHL hat trick w meczu z Vancouver Canucks.
Latem 2010 roku Perron podpisał z Blues dwuletni kontrakt opiewający na kwotę 4,3 mln dolarów. W pierwszych 10 meczach sezonu 2010-11 pięciokrotnie trafiał do bramki rywala. Przez wstrząśnienie mózgu (uderzony krążkiem przez Joe Thorntona) Perron opuścił znaczną część sezonu 2011-12. Rozgrywki zakończył z dorobkiem 42 punktów w 57 meczach. 5 lipca 2012 podpisał 4-letni kontrakt z Blues na sumę 15,25 mln dolarów. 10 lipca 2013 Perron został wymieniony za Magnusa Pääjärviego z  Edmonton Oilers. Dodatkowo Nafciarze oddali prawo wyboru w 2 rundzie draftu 2014.
2 stycznia 2015 Perron został oddany Pittsburgh Penguins za Roba Klinkhammera i wybór w 1 rundzie draftu. Zadebiutował dzień później zdobywając jedynego gola dla Penguins w przegranym 4-1 meczu z Montreal Canadiens.
Sezon 2015-16 dla Perrona był jego najsłabszym odkąd dołączył do NHL. W 46 meczach zdobył zaledwie 16 punktów, w tym 4 bramki. 16 stycznia 2016 został oddany razem z Adamem Clendeningiem do Anaheim Ducks, w zamian za napastnika Carla Hagelina.
Z dniem 1 lipca 2016 został wolnym agentem. Zainteresowanie sprowadzeniem zawodnikia wyraził zespół Montreal Canadiens, jednak Perron zdecydował się wrócić do swojego byłego zespołu St. Louis Blues. Z Bluesmanami podpisał 2-letni kontrakt na kwotę 7,5 mln dolarów.

## Statystyki

### Sezon regularny i play-off
| 2005–06   | Saint-Jérôme Panthers | QJHL      | 51  | 24  | 45  | 69  | 92  | —  | —  | —  | —  | —   |
| 2006–07   | Lewiston Maineiacs    | QMJHL     | 70  | 39  | 44  | 83  | 75  | 17 | 12 | 16 | 28 | 22l |
| 2007–08   | St. Louis Blues       | NHL       | 62  | 13  | 14  | 27  | 38  | —  | —  | —  | —  | —   |
| 2008–09   | St. Louis Blues       | NHL       | 81  | 15  | 35  | 50  | 50  | 4  | 1  | 1  | 2  | 4   |
| 2009–10   | St. Louis Blues       | NHL       | 82  | 20  | 27  | 47  | 60  | —  | —  | —  | —  | —   |
| 2010–11   | St. Louis Blues       | NHL       | 10  | 5   | 2   | 7   | 12  | —  | —  | —  | —  | —   |
| 2011–12   | St. Louis Blues       | NHL       | 57  | 21  | 21  | 42  | 19  | 9  | 1  | 4  | 5  | 10  |
| 2012–13   | St. Louis Blues       | NHL       | 48  | 10  | 15  | 25  | 44  | 6  | 0  | 2  | 2  | 6   |
| 2013–14   | Edmonton Oilers       | NHL       | 78  | 28  | 29  | 57  | 90  | —  | —  | —  | —  | —   |
| 2014–15   | Edmonton Oilers       | NHL       | 38  | 5   | 14  | 19  | 20  | —  | —  | —  | —  | —   |
| 2014–15   | Pittsburgh Penguins   | NHL       | 43  | 12  | 10  | 22  | 42  | 5  | 0  | 1  | 1  | 4   |
| 2015–16   | Pittsburgh Penguins   | NHL       | 43  | 4   | 12  | 16  | 28  | —  | —  | —  | —  | —   |
| 2015–16   | Anaheim Ducks         | NHL       | 28  | 8   | 12  | 20  | 34  | 7  | 1  | 2  | 3  | 8   |
| 2016–17   | St. Louis Blues       | NHL       | 82  | 18  | 28  | 46  | 54  | 11 | 0  | 1  | 1  | 8   |
| 2017–18   | Vegas Golden Knights  | NHL       | 70  | 16  | 50  | 66  | 50  | 0  | 0  | 0  | 0  | 0   |
| NHL razem | NHL razem             | NHL razem | 722 | 175 | 269 | 444 | 550 | 42 | 3  | 11 | 14 | 40  |